# 亞當斯頓 (新澤西州)
亞當斯頓（英語：Adamston）是位於美國新澤西州海洋縣的非建制地區。

## 歷史
亞當斯頓的郵局於1900年設立，其後於1959年停運。

## 地理
亞當斯頓所處的海拔為高於海平面3米（即10英呎），而該地所採用的時區為UTC-5，即北美东部时区（EST）。同時該地設有夏令時間，為UTC-5調快一小時，即UTC-4（EDT）。